# Wheeler (Oregon)
Wheeler és una població dels Estats Units a l'estat d'Oregon. Segons el cens del 2000 tenia 391 habitants.

## Demografia
Segons el cens del 2000, Wheeler tenia 391 habitants, 176 habitatges, i 93 famílies. La densitat de població era de 209,7 habitants per km².
Dels 176 habitatges en un 16,5% hi vivien nens de menys de 18 anys, en un 44,9% hi vivien parelles casades, en un 6,8% dones solteres, i en un 46,6% no eren unitats familiars. En el 35,8% dels habitatges hi vivien persones soles el 13,1% de les quals corresponia a persones de 65 anys o més que vivien soles. El nombre mitjà de persones vivint en cada habitatge era d'1,98 i el nombre mitjà de persones que vivien en cada família era de 2,54.
Per edats la població es repartia de la següent manera: un 14,3% tenia menys de 18 anys, un 6,4% entre 18 i 24, un 19,9% entre 25 i 44, un 31,7% de 45 a 60 i un 27,6% 65 anys o més.
L'edat mediana era de 50 anys. Per cada 100 dones de 18 o més anys hi havia 91,4 homes.
La renda mediana per habitatge era de 29.000$ i la renda mediana per família de 31.161$. Els homes tenien una renda mediana de 26.364$ mentre que les dones 21.429$. La renda per capita de la població era de 16.535$. Aproximadament el 10,9% de les famílies i el 16,2% de la població estaven per davall del llindar de pobresa.

## Poblacions més properes
El següent diagrama mostra les poblacions més properes.